# Andrea Macías Palma
Andrea Jacqueline Macías Palma es una socióloga y política chilena, militante del Partido Socialista de Chile (PS). Entre julio de 2021 y noviembre de 2024 ejerció como Gobernadora Regional de Aysén, siendo la primera mujer en desempeñar el cargo. Anteriormente, entre 2018 y 2021 se desempeñó como Consejera Regional por la provincia de Coyhaique.

## Biografía
Vivió su infancia en la población Víctor Domingo Silva, en Coyhaique. Allí realizó sus estudios de enseñanza media en el Liceo San Felipe Benicio, para luego estudiar sociología en la Universidad de La Frontera, en Temuco.

## Carrera política
Andrea Macías es militante del Partido Socialista de Chile,  desde los 14 años. Fue electa Consejera Regional por la provincia de Coyhaique en las elecciones consejeros regionales de 2017, obteniendo el 4,79% de los votos. En su último año en el cargo, se desempeñó como presidenta de la Comisión de Regionalización, Integración Territorial y Medio Ambiente (RIMA) del Consejo.
En 2021, tras imponerse en la primaria regional de Unidad Constituyente, comenzó su campaña para competir en las elecciones de Gobernadores Regionales por dicha coalición. Tras conseguir sobre el 48% de los votos, fue una de las tres personas en ganar el cargo en primera vuelta, aparte de los gobernadores electos de las regiones de Valparaíso y Magallanes, derrotando al candidato de derecha, Raúl Rudolphi (RN).
En las elecciones de gobernadores regionales del año 2024 no logró la reelección para el cargo, siendo derrotada por el candidato Marcelo Santana (UDI), con un 33% para Macías y un 54% para el candidato de derecha. Tras esto presentó su renuncia anticipada al cargo de Gobernadora Regional, con el fin de presentarse en las elecciones parlamentarias el año 2025.

## Resultados electorales

### Elecciones de consejeros regionales de 2017
- Elecciones de consejeros regionales de 2017, para consejero regional por la circunscripción provincial de Coyhaique (Coyhaique). [2]

| Candidato                  | Pacto                                  | Partido | Votos | %      | Resultados         |
| -------------------------- | -------------------------------------- | ------- | ----- | ------ | ------------------ |
| Marcia Raphael Mora        | Chile Vamos RN - EVO                   | RN      | 1 995 | 10,22% | Consejera Regional |
| Rocco Martiniello Ávila    | Unidos por la Descentralización        | PDC     | 1 548 | 7,93%  | Consejero Regional |
| Raúl Rudolphi Altaner      | Chile Vamos RN - EVO                   | RN      | 1 392 | 7,13%  | Consejero Regional |
| Juan Catalán Jara          | Por un Chile Justo y Descentralizado   | PCCh    | 1 311 | 6,72%  |                    |
| Florentino Vega Seguel     | Unidos por la Descentralización        | PDC     | 1 248 | 6,39%  |                    |
| Gustavo Villarroel Pinilla | Por un Chile Justo y Descentralizado   | PRSD    | 1 147 | 5,88%  | Consejero Regional |
| Eduardo Vera Wandersleben  | Chile Vamos UDI - PRI - Independientes | UDI     | 1 087 | 5,57%  |                    |
| Ivis Dinamarca Jara        | Unidos por la Descentralización        | PDC     | 962   | 4,93%  |                    |
| Rodrigo Araya Morales      | Frente Amplio                          | RD      | 958   | 4,91%  | Consejero Regional |
| Andrea Macías Palma        | Unidos por la Descentralización        | PS      | 935   | 4,79%  | Consejera Regional |
| Eugenio Canales Canales    | Chile Vamos UDI - PRI - Independientes | UDI     | 863   | 4,42%  |                    |
| Valentín Solís Cabezas     | Chile Vamos RN - EVO                   | RN      | 754   | 3,86%  |                    |
| Marianela Molina Mansilla  | Frente Amplio                          | RD      | 602   | 3,08%  |                    |

### Primarias de gobernadores regionales de 2020
- Primarias de Gobernadores Regionales de la Unidad Constituyente de 2020, para la Región de Aysén.

|  | 36,29 % |

|  | 26,78 % |

|  | 19,71 % |

|  | 9,12 % |

|  | 8,11 % |

### Elección de gobernadores regionales de 2021
- Elecciones de Gobernadores Regionales 2021, para gobernador por la Región de Aysén. [3]

|  | 48,72 % |

|  | 34,27 % |

|  | 17,01 % |

|  | 92,18 % |

|  | 2,71 % |

|  | 5,65 % |

|  | 100 % |

|  | 41,28 % |